# Nationaal Songfestival 1981
Het Nederlandse Nationaal Songfestival 1981 werd gehouden in het Theater Zuidplein in Rotterdam op 11 maart. Het werd gepresenteerd door Fred Oster en Elles Berger. Er deden 5 artiesten mee, die elk twee liedjes ten gehore brachten. De liedjes werden beoordeeld door 12 regionale jury's met 10 personen die elk 1 punt te verdelen hadden.
Linda Williams won met Het is een wonder en werd zo de Nederlandse vertegenwoordiging op het Eurovisiesongfestival 1981.

## Uitslag
| Startplaats | Artiest        | Lied                | Punten | Eindplaats |
| ----------- | -------------- | ------------------- | ------ | ---------- |
| 1           | Lucy Steymel   | "Een nieuw begin"   | 8      | 5=         |
| 2           | Lucy Steymel   | "Stap voor stap"    | 8      | 5=         |
| 3           | Maribelle      | "Marionette"        | 27     | 2          |
| 4           | Maribelle      | "Fantasie"          | 23     | 3          |
| 5           | Ben Cramer     | "Retour"            | 3      | 8          |
| 6           | Ben Cramer     | "Marianne"          | 0      | 10         |
| 7           | The Familee    | "Sim sa la bim"     | 2      | 9          |
| 8           | The Familee    | "Festival"          | 9      | 4          |
| 9           | Linda Williams | "Het is een wonder" | 34     | 1          |
| 10          | Linda Williams | "Zo is het leven"   | 6      | 7          |

1956 · 1957 · 1958 · 1959 · 1960 · 1961 · 1962 · 1963 · 1964 · 1965 · 1966 · 1967 · 1968 · 1969 · 1970 · 1971 · 1972 · 1973 · 1974 · 1975 · 1976 · 1977 · 1978 · 1979 · 1980 · 1981 · 1982 · 1983 · 1984 · 1986 · 1987 · 1988 · 1989 · 1990 · 1992 · 1993 · 1994 · 1996 · 1997 · 1998 · 1999 · 2000 · 2001 · 2003 · 2004 · 2005 · 2006 · 2007 · 2008 · 2009 · 2010 · 2011 · 2012